# Fuente de Piedra
Fuente de Piedra – gmina w Hiszpanii, w prowincji Malaga, w Andaluzji, o powierzchni 90,62 km². W 2011 roku gmina liczyła 2758 mieszkańców.